# 王玉志
王玉志（1965年12月—），男，汉族，山东安丘人，中华人民共和国政治人物，九三学社山东省委员会副主任委员，第十三届全国人民代表大会山东地区代表。

## 生平
2018年2月24日，当选为第十三届全国人大代表。